# Le Glèbe (Ottawa)
Pour l’article homonyme, voir Le Glèbe.
Le Glèbe (en anglais : The Glebe) est un quartier du district Capitale (en) dans le centre d'Ottawa, en Ontario (Canada).

## Géographie
Le Glèbe est situé au sud du centre-ville d'Ottawa. Il est borné au nord par l'autoroute 417, à l'est et au sud par le canal Rideau au sud et à l'est, à l'ouest par l'avenue Bronson et le lac Dow.
Deux cours d'eau partiellement comblés s'avancent dans le quartier depuis le canal, le ruisseau Patterson (en) et l'étang Brown, ceinturés par des parcs.
La rue Bank, qui traverse Le Glèbe du nord au sud, est sa principale artère commerçante. Le reste du quartier est surtout composé de résidences et d'institutions.
Le Glèbe abrite le parc Lansdowne, qui comprend la Place TD, domicile du Rouge et noir de la Ligue canadienne de football et de l'Atlético Ottawa de la Première ligue canadienne de soccer. Le stade accueille également quelques matches spéciaux des Gee-Gees. Le parc Lansdowne contient également le TD Place Arena, domicile permanent des 67 d'Ottawa, et qui a aussi servi de domicile temporaire des Sénateurs d'Ottawa avant l'achèvement du Palladium de 1992 à 1995.

## Démographie
Le quartier compte 11 559 habitants.
L'anglais est la langue maternelle de 80,5 % de la population, tandis que le français est la langue maternelle pour 8,1 % de la population. Les allophones, formant 11,3 % de la population, parlent pour la plupart des langues romanes, balto-slaves et germaniques.

## Histoire

### Toponymie
Le Glèbe tire son nom des glèbes que possède l'Église presbytérienne Saint Andrew's dans ce secteur au milieu du xixe siècle. Lorsque la zone est ouverte au développement en 1870, « Le Glèbe » passe dans l'usage.

### Chronologie

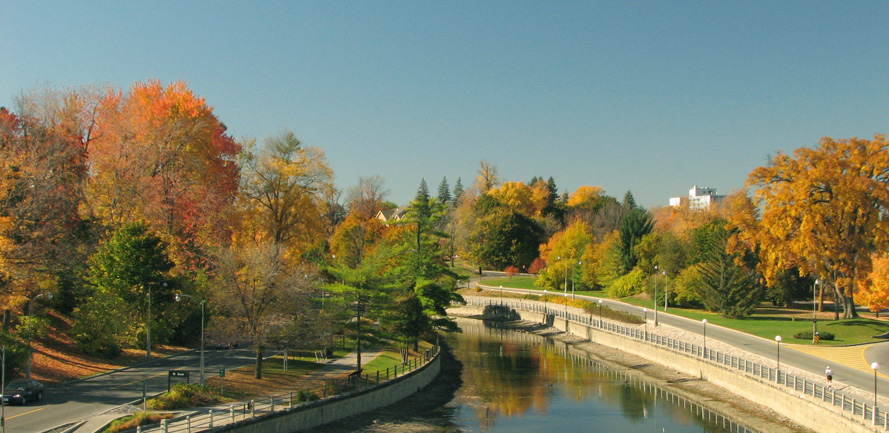
Le canal Rideau dans Le Glèbe.

En 1837, lors de la concession des terres, la Couronne cède une superficie de 178 acres (72 hectares) à l'Église presbytérienne Saint Andrew's pour des fins de réserve du clergé. Les terres de l'Église sont vendues aux fins de développement dès 1870. Le développement initial, érigé en municipalité est délimité par l'avenue Carling au nord, la Cinquième avenue au sud, la rue Main à l'est, et l'avenue Bronson à l'ouest. Le Glebe devient l'une des premières banlieues d'Ottawa. En 1889, l'annexion par la ville d'Ottawa est rendu nécessaire par l'érection du canal Rideau, qui constitue dorénavant une limite naturelle. 

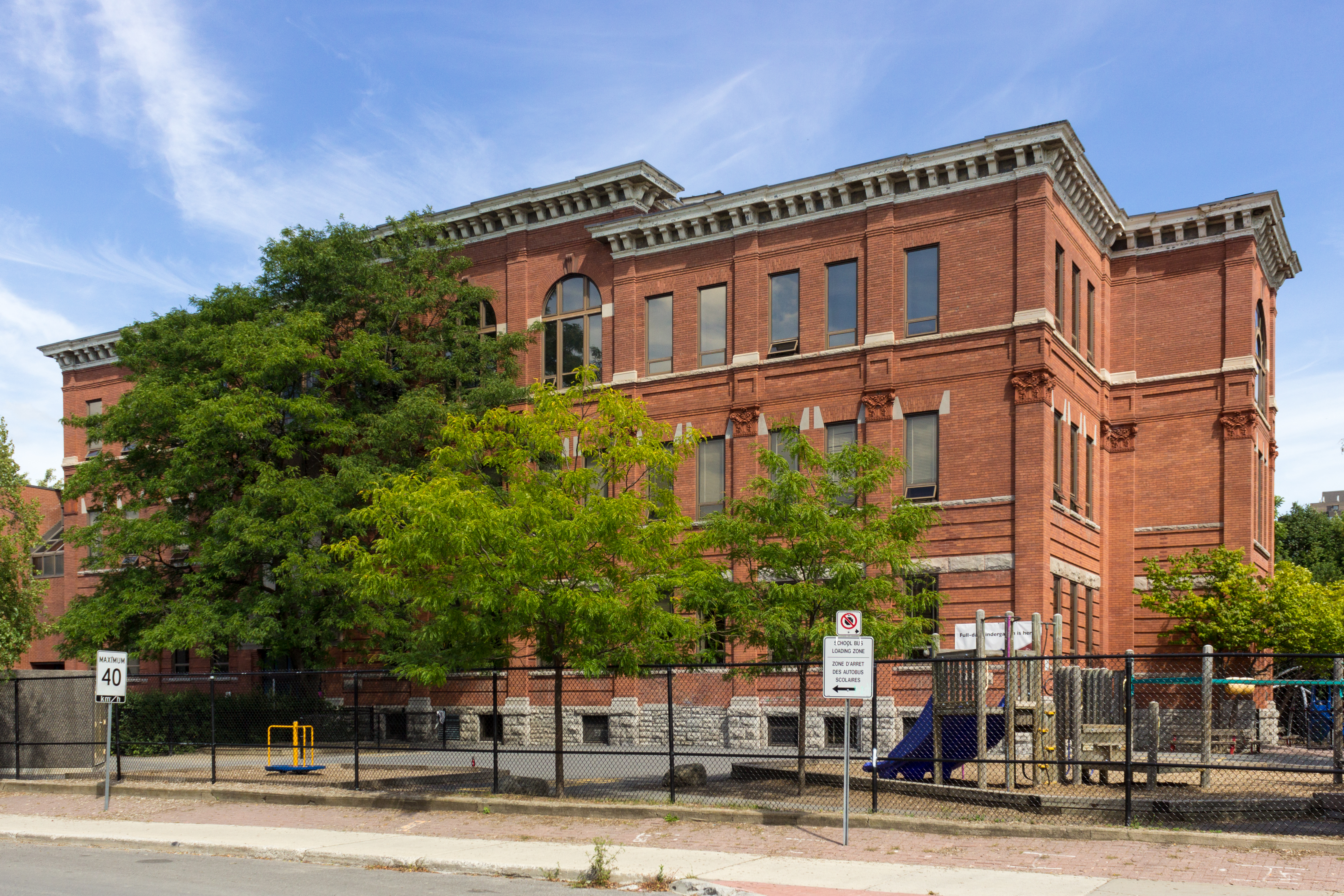
École publique First Avenue

En 1888, la Société agricole de la Ville d'Ottawa tient une exposition agricole sur les terrains qui deviendront le parc Lansdowne. Un premier circuit de tramway est implanté le long de la rue Bank du centre-ville jusqu'au terrain d'exposition, puis d'autres, catalysant le développement du quartier, qui voit s'implanter un nombre croissant de familles, de commerces et d'institutions, telles que l'église anglicane Saint Matthew et l'école publique First Avenue.

## Vie communautaire
Le Glèbe dispose d'une association communautaire impliquée activement dans la vie locale. En plus de gérer un grand centre communautaire, elle exerce des pressions sur le gouvernement local sur des sujets tels que l'apaisement de la circulation et le développement du quartier. Le Glebe a un journal communautaire, Glebe Report, qui est publié de façon indépendante depuis 1973.

## Églises
- Église catholique Blessed Sacrement
- Église unie Glebe-Saint James
- Église presbytérienne Saint Giles
- Église anglicane Saint Matthew
- Église baptiste Fourth Avenue

## Écoles

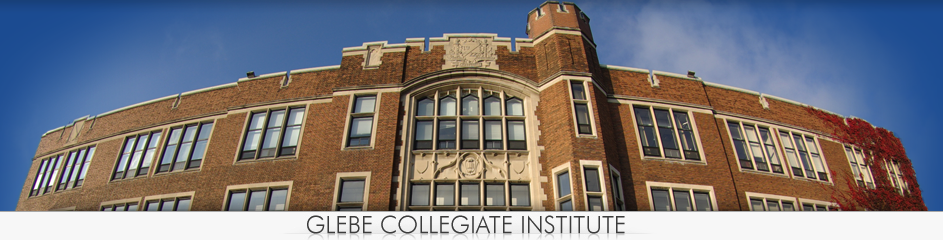
Institut collégial du Glèbe

Écoles élémentaires :
- École publique First Avenue
- École Corpus Christi
- École publique Mutchmor

Écoles secondaires :
- Institut collégial Glebe
- École secondaire Element